# Halogenación de Hell-Volhard-Zelinsky
La reacción de halogenación de Hell-Volhard-Zelinski, es una reacción de sustitución en la que átomos de hidrógeno unidos al carbono α de un ácido carboxílico son sustituidos por átomos de halógeno. La reacción es llamada así por los químicos alemanes Carl Magnus von Hell, Jacob Volhard y el ruso Nikolái Zelinski.

Resumen de la Halogenación de Hell-Volhard-Zelinski.

El PBr3 sustituye el hidroxilo (OH) del grupo carboxílico con un bromuro, resultando en un bromuro de ácido carboxílico. 
{\displaystyle PBr_{3}\ +3\ R-CH_{2}-COOH\ \to \,3\ R-CH_{2}-CO-Br\ +\ H_{3}PO_{3}}
Entonces, el haluro de acilo puede tautomerizar a un enol, 
{\displaystyle R-CH_{2}-CO-Br\,\leftrightarrows \,R-CH=C(OH)Br}
El enol reacciona rápidamente con el Br2 halogenando por segunda vez en la posición del carbono alfa.

{\displaystyle R-CH=C(OH)Br\ +\ Br_{2}\ \to \,R-CHBr-COBr\ +\ HBr}
En solución neutra acuosa o levemente ácida, la hidrólisis del bromuro de α-bromo acilo ocurre espontáneamente, dando como producto el α-bromo ácido carboxílico en un tipo de reacción de sustitución nucleófila acílica. 
{\displaystyle R-CHBr-COBr\ +\ H_{2}O\ \to \,R-CHBr-COOH\ +\ HBr}

## Mecanismo
Además de las cuatro fases ya vistas (formación del haluro de acilo, enolización, halogenación e hidrólisis), el mecanismo es algo más complejo, con más estados intermedios, como se muestra en los siguientes diagramas que explican el ataque de losdifrentes reactivos y la reorganización atómica que transcurre posteriormente..
A diferencia de otras reacciones de halogenación, ésta tiene lugar en ausencia de un transportador de halógenos. La reacción es iniciada por la adición de una cantidad catalítica de PBr3, sobre la cual se agrega un equivalente molar de Br2

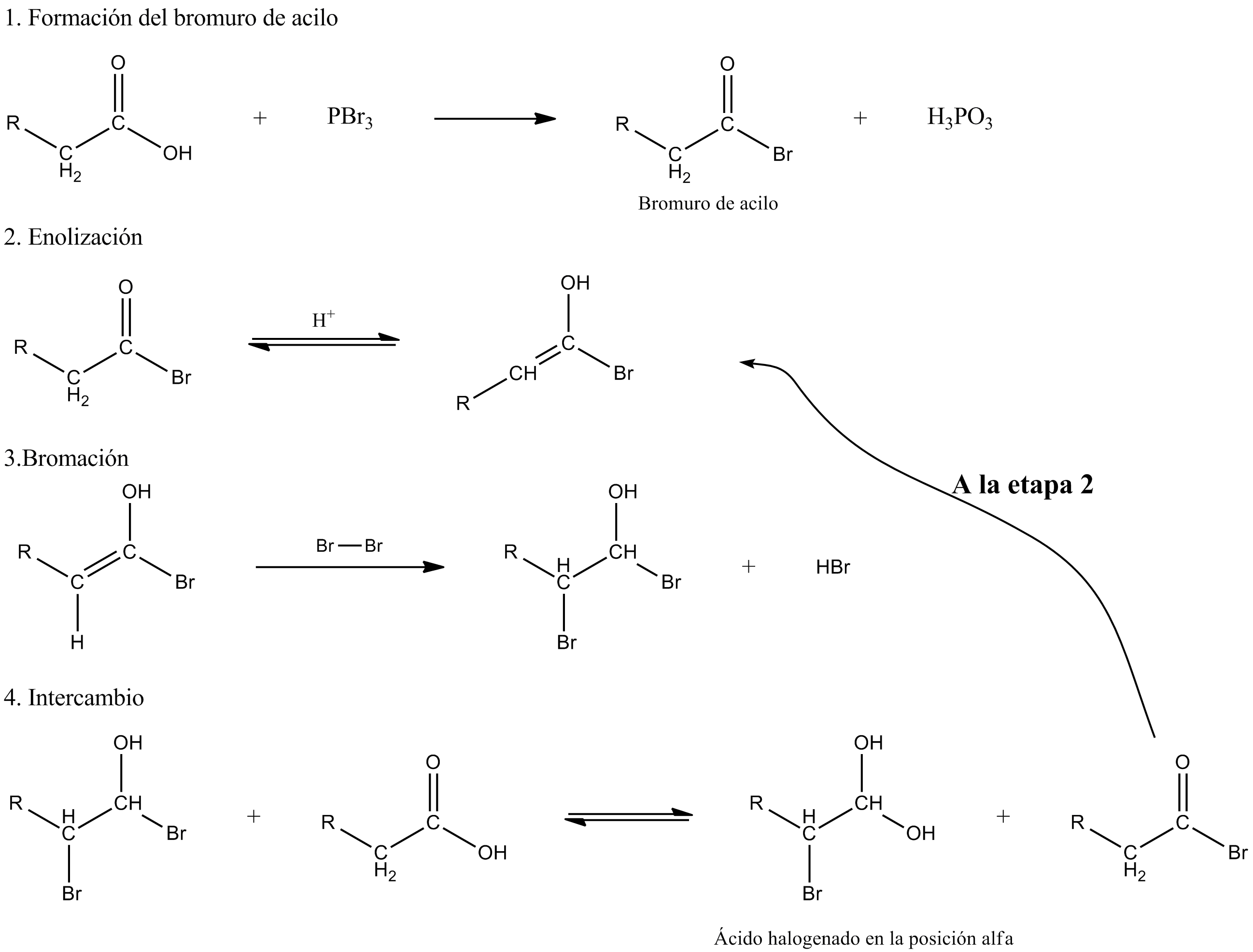
Mecanismo de reacción resumido de la halogenación de Hell-Vollhard-Zelinski.

En el caso de que se use una solución acuosa durante la reacción, necesitaremos de un equivalente molar de PBr3 para interrumpir el proceso catalítico.
Si existe una pequeña cantidad de solvente nucleofílico, la reacción del bromuro de α-bromo acilo con el ácido carboxílico nos da el ácido α-bromo carboxílico y regenera el bromuro de acilo intermedio. En la práctica, se usa un equivalente molar de PBr3 para poder aumentar la cinética de la reacción que es lenta.

El mecanismo descrito para el intercambio entre el bromuro de alcanoílo o acilo y el ácido carboxílico se encuentra debajo. El bromuro de α-bromoalcanoílo posee un grupo carbonilo fuertemente electrofílico debido al efecto electroatrayente de los dos bromuros. El ácido carboxílico actúa como un nucleófilo donde el oxígeno carbonílico del ácido carboxílico posee una carga parcial negativa.

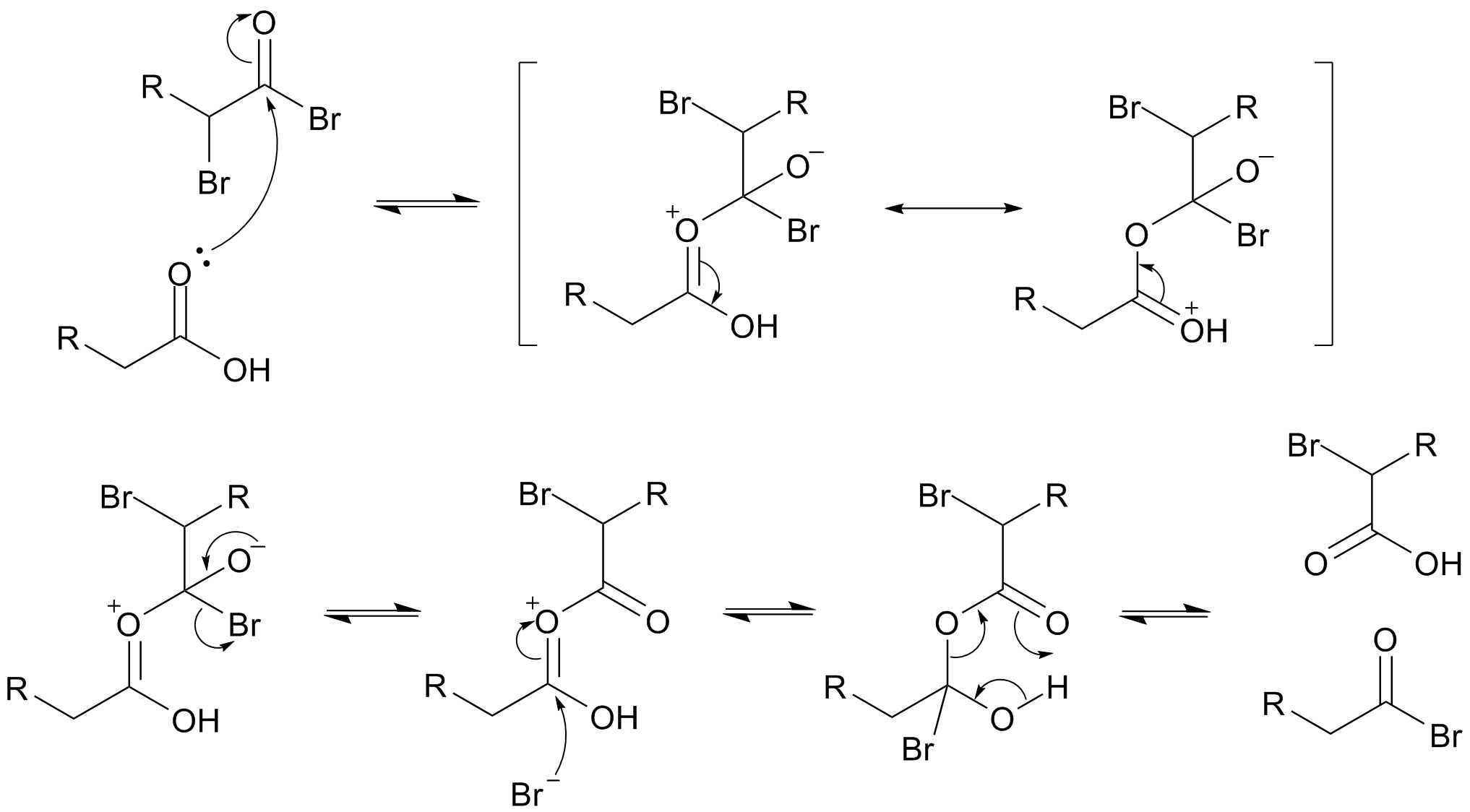
Parte final de la reacción de Hell-Volhard-Zelinski.